# Vélite (Rome antique)
Pour les articles homonymes, voir Vélite.

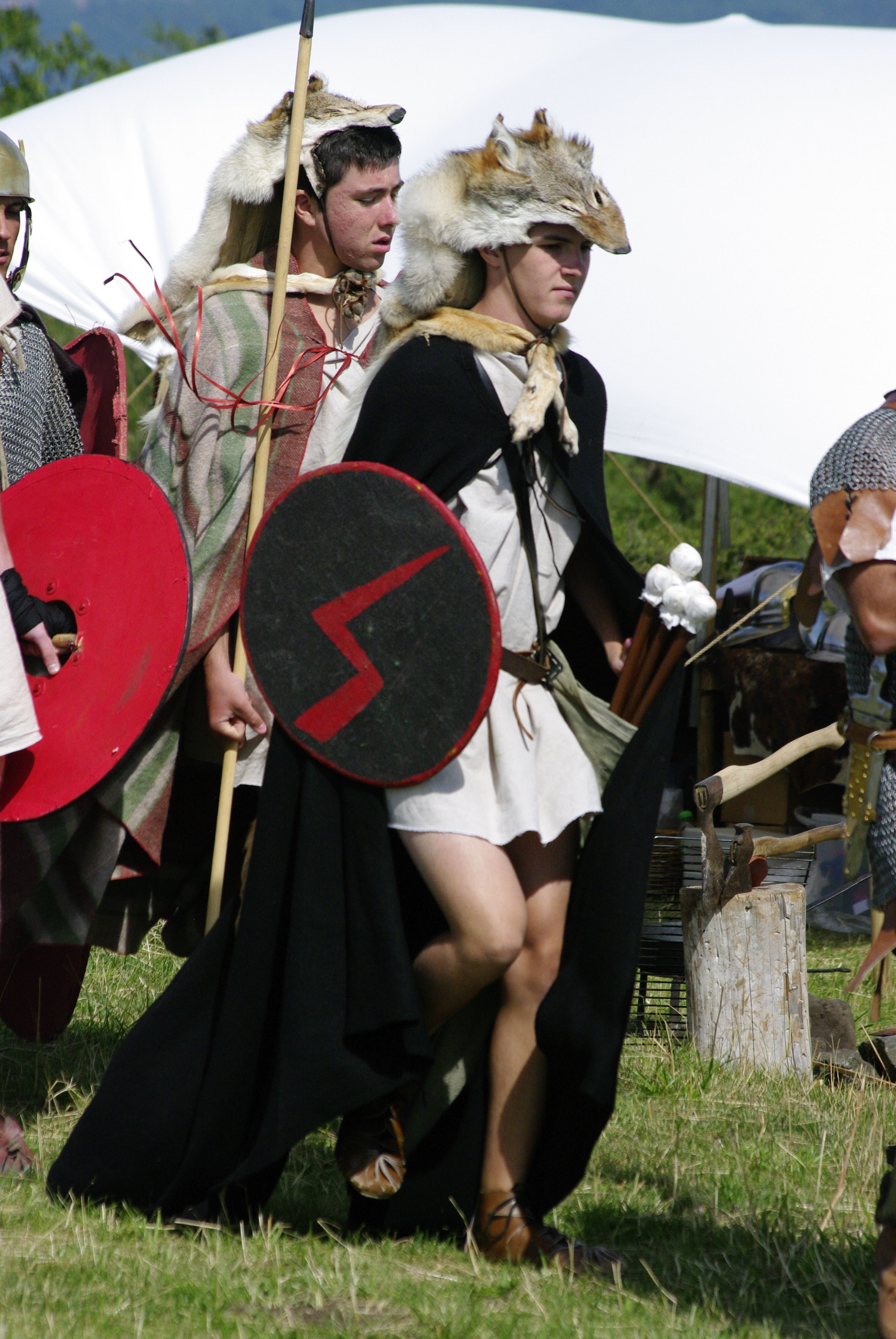
Reconstitution de vélites lors des arverniales de 2012.

Les vélites (en latin: veles, -itis, le plus souvent au pluriel, velites) étaient les fantassins légers des armées romaines antiques. Avant la réforme marianique, du temps où les légions étaient constituées de citoyens romains selon leur rang de richesse, les vélites étaient issus des centuries pauvres (moins pauvres, cependant, que les simples porteurs). 
En effet, chaque citoyen devait alors acheter lui-même son équipement ; celui de vélite était le plus économique, car il se limitait à une fronde, un arc ou quelques javelots (pilum). Les vélites ne portaient pas d'armure, tout au plus un bouclier léger, la parma, et/ou un petit casque en cuir, la galea. Ils avançaient en tirailleurs en avant des légions et ouvraient le combat avec leurs armes de jet, avant de se retirer derrière les fantassins mieux armés qu'eux pour le corps à corps. Sous la République et au début de l'Empire, chaque légion comptait 1 200 vélites. 
Le vélite montre bien l'influence grecque sur les armées romaines primitives ; influence qui s'est ensuite effacée, mais sans faire disparaître le vélite. Celui-ci est très semblable au gymnète des armées grecques tant dans son origine sociale que dans son équipement ou son rôle tactique.